# Stegemannshof
Stegemannshof ist ein bewohnter Gemeindeteil der Kreisstadt Prenzlau im Landkreis Uckermark in Brandenburg.

## Geographie
Der Ort liegt fünf Kilometer nordöstlich von Prenzlau. Die Nachbarorte sind Wittenhof im Norden, Baumgarten im Nordosten, Heises Hof, Mönchehof und Grünow im Südosten, Wollenthin und Prenzlau im Südwesten sowie Blindow im Nordwesten.

## Geschichte
Die erste schriftliche Erwähnung des Ortes stammt aus dem Jahr 1842. In dieser Urkunde wurde der damalige Besitzer mit dem Namen Stegemann angegeben. Auf der Seite 10 der Ortschaftsstatistik aus dem Jahr 1861 findet sich dann der heutige Name Stegemannshof.